# Aeroportul Findlay
Aeroportul Findlay (IATA: FDY, ICAO: KFDY, FAA LID: FDY) este un aeroport din Ohio, Statele Unite ale Americii ce deservește zona Findlay⁠(d). Aeroportul a fost tranzitat în 2019 de 60 de pasageri. A fost numit după zona deservită.
Situat la o altitudine de 248 m, aeroportul dispune de 2 piste.

## Infrastructură

### Piste
Aeroportul dispune de 2 piste. Pista 7/25 are suprafața de asfalt și dimensiunile 5.883 picioare × 100 picioare. Pista 18/36 are suprafața de asfalt și dimensiunile 6.499 picioare × 100 picioare. 